# Camponotus gilviventris
Camponotus gilviventris är en myrart som beskrevs av Julius Roger 1863. Camponotus gilviventris ingår i släktet hästmyror, och familjen myror.

## Underarter
Arten delas in i följande underarter:
- C. g. gilviventris
- C. g. refectus
- C. g. renormatus